# Kekeh-Besar
Kekeh-Besar (deutsch Groß-Kekeh) ist eine der indonesischen Barat-Daya-Inseln in der Bandasee.

## Geographie
Kekeh-Besar liegt einen Kilometer westlich der größeren Insel Serua, zwischen Timor und Neuguinea. Vor der Südostspitze von Kekeh-Besar liegt das Eiland Kekeh-Ketjil (Klein-Kekeh). Administrativ gehört Kekeh-Besar zum Subdistrikt (Kecamatan) Teun Nila Serua im Regierungsbezirk (Kabupaten) Maluku Tengah der Provinz Maluku. Die Insel bildet zusammen mit ihren zwei Nachbarinseln das nordöstliche Ende des inneren Bandabogen, einer Inselkette vulkanischen Ursprungs.